# مامادو ندياي (لاعب كرة قدم)
مامادو ندياي (بالفرنسية: Mamadou N'Diaye)‏ هو لاعب كرة قدم سنغالي في مركز الدفاع، ولد في 12 يناير 1984 في داكار في السنغال. لعب مع فيتوريا سيتوبال ونادي بورتيمونينسي.